# Acanthocope eleganta
Acanthocope eleganta är en kräftdjursart som beskrevs av Malyutina och Brandt 2004A. Acanthocope eleganta ingår i släktet Acanthocope och familjen Munnopsidae. Inga underarter finns listade i Catalogue of Life.